# Голышмановский район
Голышма́новский райо́н — административно-территориальная единица (район) в Тюменской области России.
В его границах в рамках организации местного самоуправления находится муниципальное образование Голышмановский городской округ.
Административный центр — рабочий посёлок Голышманово.

## География
Голышмановский район на севере граничит с Аромашевским и Юргинским районами, на востоке — с Ишимским, на юге — с Бердюжским, на западе — с Армизонским и Омутинским районами области. Площадь территории составляет 4085 км².
На территории района расположен региональный заказник «Орловский» (10 500 га).

## Население
| 1939    | 1959    | 1970    | 1979    | 1989    | 2002    | 2009    |
| ------- | ------- | ------- | ------- | ------- | ------- | ------- |
| 35 549  | ↗36 738 | ↗48 915 | ↘29 768 | ↘29 265 | ↘27 907 | ↗28 323 |
| 2010    | 2011    | 2012    | 2013    | 2014    | 2015    | 2016    |
| ↘26 747 | ↘26 710 | ↘26 379 | ↘26 220 | ↘26 135 | ↘26 129 | ↘26 056 |
| 2017    | 2018    | 2019    | 2020    | 2021    |         |         |
| ↘26 040 | ↘25 851 | ↘25 477 | ↘25 145 | ↘23 634 |         |         |

С 2009 года население рабочего посёлка (пгт) Голышманово учитывается Росстатом как сельское.

## История
Образован на основании постановлений ВЦИК от 3 и 12 ноября 1923 года в составе Ишимского округа Уральской области из Голышмановской, части Малышенской, части Ражевской, части Евсинской и части Карасульской волостей Ишимского уезда Тюменской губернии с центром в с. Голышманове.
В район вошло 24 сельсовета: Бескозобовский, Быстринский, Воздвиженский, Голышмановский, Дранковский, Земляновский, Кармацкий, Катышкинский, Козловский, Королёвский, Крупининский, Лапушинский, Луковский, Малоемецкий, Малышенский, Медведевский, Михайловский, Ражевский, Святославский, Скарединский, Средне-Чирковский, Турлаковский, Черемшанский, Шулындинский.
Постановлениями ВЦИК от:
- 10 июня 1931 года в район передано 12 сельсоветов упразднённого Ламенского района: Алексеевский, Боровлянский, Горбуновский, Гришинский, Евсинский, Малиновский, Никольский, Новосёлковский, Оськинский, Робчуковский, Свистовский и Усть-Ламенский;
- 1 января 1932 года центр района перенесён в с. Катышка;
- 17 января 1934 года район включён в состав Челябинской области;
- 7 декабря 1934 г. передан в состав Омской области.

Указом Президиума Верховного Совета РСФСР от 19 сентября 1939 г. в состав района вошёл Усть-Мало-Чирковский сельсовет, переданный из Бердюжского района.
14 августа 1944 года передан в состав образованной Тюменской области.
11 июня 1948 г. с. Катышка преобразовано в рабочий посёлок Голышманово. Катышкинский сельсовет упразднён. 17 июня 1954 г. упразднены Алексеевский, Быстринский, Воздвиженский, Горбуновский, Гришинский, Дранковский, Кармацкий, Козловский, Лапушинский, Луковский, Малоемецкий, Михайловский, Никольский, Новоселковский, Робчуковский, Свистовский, Святославский, Скарединский, Турлаковский и Усть-Мало-Чирковский сельсоветы. 23 августа 1957 г. упразднены Малиновский и Черемшанский сельсоветы, образован Ламенский сельсовет. 24 апреля 1958 г. упразднён Земляновский сельсовет. 23 апреля 1959 г. упразднён Шулындинский сельсовет, образован Хмелевский сельсовет. 1 февраля 1963 г. образован Голышмановский укрупнённый сельский район с включением в него упразднённого Аромашевского района. 4 января 1965 г. образован Слободчиковский сельсовет. Бескозобовский сельсовет упразднён. Крупининский сельсовет переименован в Гладиловский, Преображенский в Новоаптулинский. 12 января 1965 г. сельский район разукрупнён и преобразован в район. Балахлейский, Кротовский, Малоскарединский, Новопетровский сельсоветы переданы во вновь образованный Сорокинский район. 28 января 1965 г. образован Скарединский сельсовет. 8 декабря 1966 г. Оськинский сельсовет упразднён, вновь образован Бескозобовский сельсовет. 12 декабря 1968 г. упразднён Скарединский сельсовет. 9 декабря 1970 г. Аромашевский, Бобровский, Вагинский, Малиновский, Новоаптулинский, Новоберезовский, Слободчиковский и Сорочкинский сельсоветы переданы во вновь образованный Аромашевский район. 28 января 1971 г. образованы Земляновский и Черемшанский сельсоветы.
30 сентября 2018 года в соответствии с Законом Тюменской области от 20.09.2018 г. № 69 муниципальное образование Голышмановский муниципальный район преобразовано в Голышмановский городской округ путём объединения 15 сельских поселений. Голышмановский городской округ — это единственный городской округ без городского населения, образованный из муниципального района.
Административно-территориальная единица Голышмановский район сохранила свой статус.

### Муниципально-территориальное устройство 2005—2018
С 1 января 2005 по 30 сентября 2018 год Голышмановский муниципальный район включал 15 муниципальных образований со статусом сельских поселений:
| №  | Муниципальное образование           | Административный центр      | Количество населённых пунктов | Население (чел.) | Площадь (км²) |
| -- | ----------------------------------- | --------------------------- | ----------------------------- | ---------------- | ------------- |
| 1  | Бескозобовское сельское поселение   | село Бескозобово            | 5                             | ↘462             | 250,00        |
| 2  | Боровлянское сельское поселение     | деревня Боровлянка          | 4                             | ↘559             | 236,42        |
| 3  | Гладиловское сельское поселение     | село Гладилово              | 5                             | ↘1033            | 282,11        |
| 4  | Голышмановское сельское поселение   | село Голышманово            | 6                             | ↘1311            | 471,95        |
| 5  | Евсинское сельское поселение        | село Евсино                 | 5                             | ↘945             | 466,61        |
| 6  | Земляновское сельское поселение     | деревня Земляная            | 4                             | ↘562             | 258,36        |
| 7  | Королевское сельское поселение      | село Королево               | 5                             | ↘732             | 157,71        |
| 8  | Ламенское сельское поселение        | посёлок Ламенский           | 4                             | ↘798             | 304,58        |
| 9  | Малышенское сельское поселение      | село Малышенка              | 6                             | ↘1100            | 183,08        |
| 10 | Медведевское сельское поселение     | село Медведево              | 2                             | ↘887             | 236,02        |
| 11 | Ражевское сельское поселение        | село Ражево                 | 3                             | ↘886             | 230,43        |
| 12 | Сельское поселение Голышманово      | рабочий посёлок Голышманово | 1                             | ↘14 120          | 101,36        |
| 13 | Среднечирковское сельское поселение | село Средние Чирки          | 7                             | ↘896             | 380,33        |
| 14 | Усть-Ламенское сельское поселение   | село Усть-Ламенка           | 3                             | →783             | 170,05        |
| 15 | Хмелевское сельское поселение       | деревня Новая Хмелевка      | 3                             | →403             | 356,04        |

## Населённые пункты
В состав района и городского округа входят 61 населённых пункта:
| №  | Населённый пункт | Тип             | Население | бывшее муниципальное образование    |
| -- | ---------------- | --------------- | --------- | ----------------------------------- |
| 1  | Алексеевка       | деревня         | 74        | Боровлянское сельское поселение     |
| 2  | Басаргина        | деревня         | 8         | Земляновское сельское поселение     |
| 3  | Бескозобово      | село            | 327       | Бескозобовское сельское поселение   |
| 4  | Большие Чирки    | деревня         | 42        | Среднечирковское сельское поселение |
| 5  | Боровлянка       | деревня         | 407       | Боровлянское сельское поселение     |
| 6  | Брованова        | деревня         | 74        | Земляновское сельское поселение     |
| 7  | Быстрая          | деревня         | 38        | Медведевское сельское поселение     |
| 8  | Винокурова       | деревня         | 60        | Королевское сельское поселение      |
| 9  | Гладилово        | село            | 876       | Гладиловское сельское поселение     |
| 10 | Глубокая         | деревня         | 123       | Ламенское сельское поселение        |
| 11 | Голышманово      | рабочий посёлок | ↘13 037   | Сельское поселение Голышманово      |
| 12 | Голышманово      | село            | 540       | Голышмановское сельское поселение   |
| 13 | Горбунова        | деревня         | 135       | Боровлянское сельское поселение     |
| 14 | Гришина          | деревня         | 54        | Усть-Ламенское сельское поселение   |
| 15 | Дербень          | деревня         | 127       | Королевское сельское поселение      |
| 16 | Дранкова         | деревня         | 130       | Королевское сельское поселение      |
| 17 | Евсино           | село            | 391       | Евсинское сельское поселение        |
| 18 | Земляная         | деревня         | 486       | Земляновское сельское поселение     |
| 19 | Кармацкая        | деревня         | 65        | Королевское сельское поселение      |
| 20 | Козловка         | деревня         | 77        | Ражевское сельское поселение        |
| 21 | Комсомольский    | посёлок         | 122       | Хмелевское сельское поселение       |
| 22 | Королево         | село            | 441       | Королевское сельское поселение      |
| 23 | Крупинина        | деревня         | 65        | Гладиловское сельское поселение     |
| 24 | Кузнецова        | деревня         | 147       | Голышмановское сельское поселение   |
| 25 | Кутырева         | деревня         | 37        | Гладиловское сельское поселение     |
| 26 | Ламенский        | посёлок         | 780       | Ламенское сельское поселение        |
| 27 | Лапушина         | деревня         | 175       | Среднечирковское сельское поселение |
| 28 | Малиновка        | деревня         | 76        | Ламенское сельское поселение        |
| 29 | Малоемецк        | деревня         | 159       | Ражевское сельское поселение        |
| 30 | Малышенка        | село            | 858       | Малышенское сельское поселение      |
| 31 | Медведево        | село            | 899       | Медведевское сельское поселение     |
| 32 | Мелкозерова      | деревня         | 133       | Среднечирковское сельское поселение |
| 33 | Михайловка       | деревня         | 143       | Малышенское сельское поселение      |
| 34 | Мокрушина        | деревня         | 64        | Малышенское сельское поселение      |
| 35 | Никольск         | деревня         | 241       | Евсинское сельское поселение        |
| 36 | Новая Хмелевка   | деревня         | 292       | Хмелевское сельское поселение       |
| 37 | Новоселки        | деревня         | 38        | Бескозобовское сельское поселение   |
| 38 | Одина            | деревня         | 164       | Евсинское сельское поселение        |
| 39 | Одина            | деревня         | 29        | Малышенское сельское поселение      |
| 40 | Оськина          | деревня         | 171       | Евсинское сельское поселение        |
| 41 | Плотина          | деревня         | 118       | Голышмановское сельское поселение   |
| 42 | Ражево           | село            | 786       | Ражевское сельское поселение        |
| 43 | Робчуки          | деревня         | 97        | Усть-Ламенское сельское поселение   |
| 44 | Русакова         | деревня         | 104       | Малышенское сельское поселение      |
| 45 | Садовщикова      | деревня         | 129       | Голышмановское сельское поселение   |
| 46 | Свинина          | деревня         | 36        | Малышенское сельское поселение      |
| 47 | Свистуха         | деревня         | 88        | Боровлянское сельское поселение     |
| 48 | Святославка      | деревня         | 33        | Бескозобовское сельское поселение   |
| 49 | Скарединка       | деревня         | 128       | Гладиловское сельское поселение     |
| 50 | Скаредная        | деревня         | 80        | Земляновское сельское поселение     |
| 51 | Солодилова       | деревня         | 91        | Евсинское сельское поселение        |
| 52 | Средние Чирки    | село            | 447       | Среднечирковское сельское поселение |
| 53 | Темная           | деревня         | ↗7        | Среднечирковское сельское поселение |
| 54 | Терехина         | деревня         | 117       | Бескозобовское сельское поселение   |
| 55 | Турлаки          | деревня         | 91        | Среднечирковское сельское поселение |
| 56 | Успенка          | деревня         | 51        | Бескозобовское сельское поселение   |
| 57 | Усть-Ламенка     | село            | 744       | Усть-Ламенское сельское поселение   |
| 58 | Усть-Малые Чирки | деревня         | 138       | Среднечирковское сельское поселение |
| 59 | Хмелевка         | деревня         | 57        | Хмелевское сельское поселение       |
| 60 | Черемшанка       | деревня         | 452       | Голышмановское сельское поселение   |
| 61 | Шулындино        | деревня         | 251       | Голышмановское сельское поселение   |

5 июля 2001 года были упразднены  деревня Степашинка, деревня Луковка и деревня Глядень.
7 октября 2004 года была упразднена деревня Большаки.
23 декабря 2016 года были упразднены деревни Скакуново и Медвежка.